# Roquete (lanza)

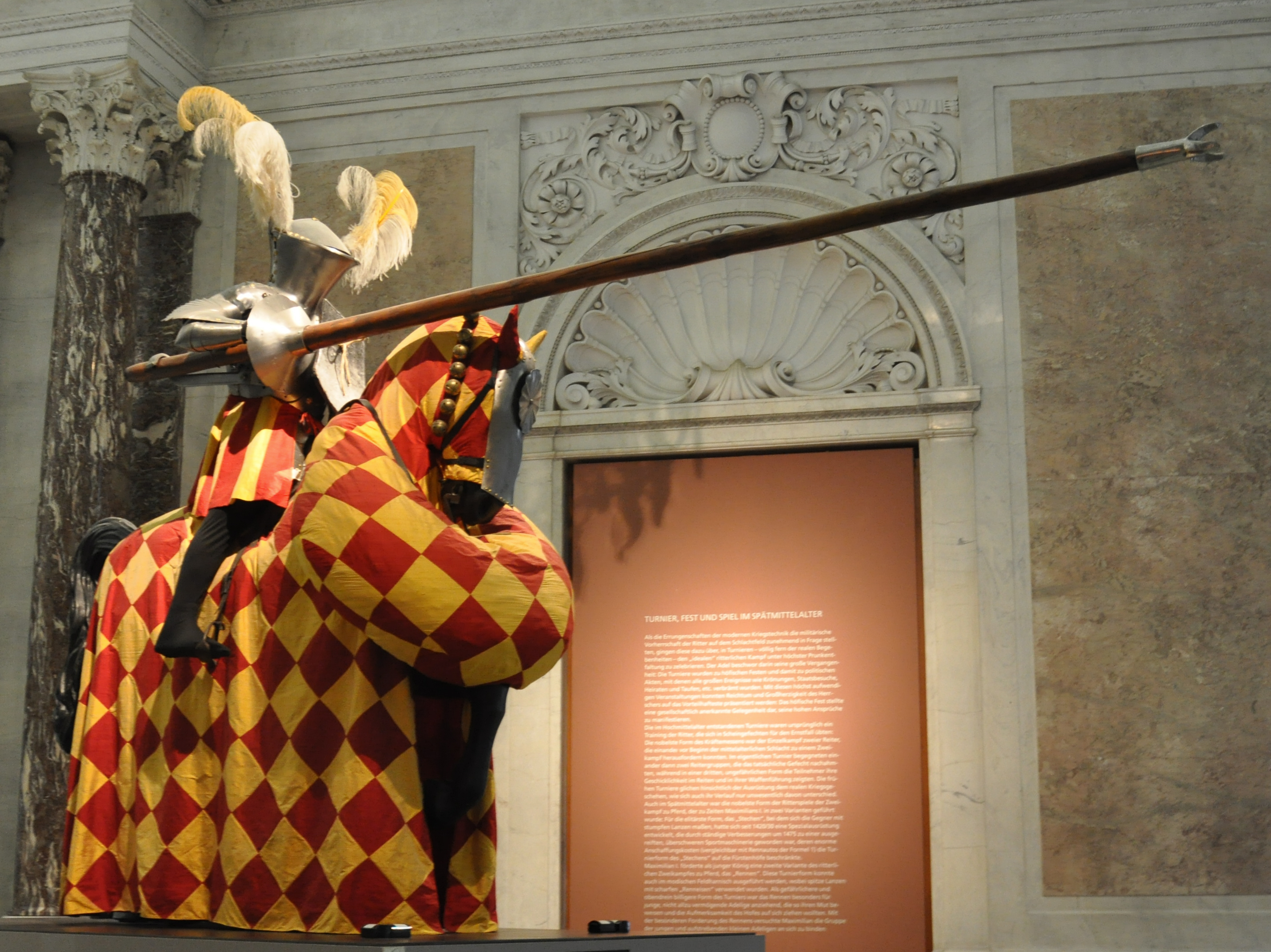
Lanza de torneo con roquete

Se llama roquete al hierro de la lanza de las justas o torneos. 
Adoptó varias formas pero el más común fue el que terminaba en cuatro puntas pequeñas y romas o bien en tres puntas gruesas y separadas. Tenía por objeto hacer presa en alguna parte de la armadura del contrario para sacarle fuera de la silla del caballo. El último fue común en el siglo XV. 